# کلیر ولی
کلیر ولی (به انگلیسی: Clare Valley) یکی از سیزده ناحیه ایالت استرالیای جنوبی است. این ناحیه از ناحیه‌های قدیمی در تولید شراب انگور سفید می‌باشد. کلیر ولی در درون ناحیه مید نورث و در تقریباً ۱۲۰ کیلومتری شمال آدلاید واقع شده است. این منطقه دارای آب و هوای قاره‌ای است که دربردارنده شب‌های خنک تا سرد و روزهای گرم تا سوزان می‌شود.
نخستین اروپاییانی که خود را به این منطقه رساندند، توسط کشتی اچ‌ام‌اس بوفالو (۱۸۱۳) و به سرپرستی شخصی به نام ویلیام جان هیل (به انگلیسی: William John Hill) این مهم را انجام دادند.